# Куликоиди
Куликоиди (Culicoides, на български често се наричат и мокреци) е таксономичен род комари, чиито представители са вектори на няколко важни инфекциозни заболявания като син език, африканска чума по конете и редица други инфекциозни заболявания.

## Морфологични особености
Дължината на тялото при имагото е от 0,8 до 2,5 милиметра. Главата е странично сплесната, като по-голямата част от нея е заета от бобовидни фасетни очи. При повечето видове междуфасетъчното пространство е покрито с нежни власинки, наричани мъх, а самото количество на власинките се нарича „опушване“ на очите. Опушването на очите служи като признак за видовото определяне на куликоидите. Наличието на т.нар. шеф между очите, неговата големина или отсъствието му са също признак за систематична класификация. В предната част на главата се намират и антените. Широко използван в систематично отношение е и т.нар. антенен индекс представляващ съотношението между дължината на първите пет дистални към осемте проксимални членчета. При мъжките антените са много силно окосмени с розетковидно разположени дълги косми, докато при женските то е съвсем слабо. Антените притежават чувствителни органи наричани сенсили, които според вида биват остро-, тъповърхи или тръбовидни. Разположението на сенсилите също е систематичен белег.

## Класификация
Систематиката на видовете от рода е все още неустановена. Въпреки това обаче утвърдената систематика изглежда по следния начин:
- Подрод Amossovia
- Подрод Anilomyia
- Подрод Avaritia
  - Culicoides brevitarsis – вектор на Akabane virus и Aino virus
  - Culicoides imicola – основен вектор но причинителя на заболяването син език и африканска чума по конете в Южна Евопа.
  - Culicoides chiopterus -
  - Culicoides dewulfi -
  - Culicoides obsoletus -
  - Culicoides scoticus -
- Подрод Beltranmyia
  - Culicoides circumscriptus
  - Culicoides manchuriensis
  - Culicoides salinarius
- Подрод Corocripus
- Подрод Culicoides
  - Culicoides nipponensis
  - Culicoides punctata
- Подрод Diphaomyia
- Подрод Drymodesmyia
  - Culicoides loughnani
- Подрод Fastus
- Подрод Glaphiromyia
- Подрод Haematomyidium
  - Culicoides insinuatus
  - Culicoides paraensis – вектор на Oropouche virus
- Подрод Haemophoructus
  - Culicoides gemellus
- Подрод Hoffmania
  - Culicoides foxi
  - Culicoides fusipalpis
  - Culicoides ignacioi
  - Culicoides insignis
  - Culicoides lutzi
  - Culicoides maruim
  - Culicoides paramaruim
- Подрод Jilinocoides
- Подрод Macfiella
- Подрод Marksomyia
- Подрод Mataemyia
  - Culicoides phlebotomus
- Подрод Meijerehelea
  - Culicoides guttifer
- Подрод Monoculicoides
  - Culicoides deltus
  - Culicoides fagineus
  - Culicoides grisescens
  - Culicoides impunctatus (вектор на Haemoproteus spp.)
  - Culicoides newsteadi
  - Culicoides nubeculosus
  - Culicoides pulicaris
  - Culicoides punctatus
- Подрод Nullicella
- Подрод Oecacta
  - Culicoides furens
- Подрод Pontoculicoides
- Подрод Psychophaena
- Подрод Remmia
  - Culicoides oxystoma
- Подрод Selfia
- Подрод Silvaticulicoides
- Подрод Sinocoides
- Подрод Synhelea
- Подрод Tokunagahelea
  - Culicoides pygmaeus
- Подрод Trithecoides
  - Culicoides anophelis
- Подрод Unknown
- Подрод Wirthomyia